# Бертран Лаєк
Бертран Лаєк (фр. Bertrand Layec; 3 липня 1965) — колишній французький футбольний арбітр. Він був зареєстрований як арбітр Федерації 1 у Франції, що означає, що він має право обслуговувати матчі Ліги 1 і Ліги 2, а також матчі Кубка Франції та Кубку Ліги. Лаєк відсудив свій перший матч у Лізі 1 у 1998 році, а у 2002 році став арбітром ФІФА. Свій останній матч він відсудив в останньому турі сезону сезону 2009—2010, а зараз є президентом Національного керівництва арбітражу (англ. National Leadership of Arbitration) (НКА).
На міжнародному рівні Лаєк судив Чемпіонат світу з футболу серед молоді до 17 років 2007, а також на відбіркових матчах Євро-2008 і Чемпіонату світу 2010.
На міжнародному рівні Лайєк судив на Чемпіонаті світу з футболу серед юнаків до 17 років 2007 року, а також на відбіркових матчах Євро-2008 та Чемпіонату світу з футболу 2010 року.